# Mitrella dupreezae
Mitrella dupreezae is een slakkensoort uit de familie van de Columbellidae. De wetenschappelijke naam van de soort is voor het eerst geldig gepubliceerd in 2002 door Lussi.